# Joaquín Agrasot
Joaquín Agrasot y Juan (Orihuela, 24 dicembre 1836 – Valencia, 8 gennaio 1919) è stato un pittore spagnolo, inquadrato nel genere realista e costumbrista.

## Biografia
Joaquín Agrasot nacque a Orihuela il 24 dicembre 1836. Iniziò i suoi studi nella sua città natale e, nel 1856, ricevette una borsa di studio dalla Diputación Provincial de Alicante, il governo locale. Si iscrisse quindi alla Real Academia de Bellas Artes de San Carlos di Valencia, dove studiò con il restauratore d'arte Francisco Martínez Yago (1814–1895), padre del pittore e restauratore Salvador Martínez Cubells  (1845–1914). Nel 1860, fece la sua prima mostra ad una fiera agricola ad Alicante, dove gli fu assegnata una medaglia d'oro.
L'anno seguente ricevette un'altra borsa di studio dalla Diputación de Alicante per studiare a Roma. Lì, divenne un membro del circolo artistico che si riuniva presso l'Antico Caffè Greco; un gruppo che comprendeva Eduardo Rosales, José Casado del Alisal e Marià Fortuny. Questi contatti ebbero una profonda influenza sul suo stile. Da Roma inviò varie opere alla Mostra Nazionale di Belle Arti e vinse una medaglia nel 1864 con il dipinto Lavandera de la Scarpa en los Estados Pontificios (Lavandaia di Scarpa nello Stato Pontificio) e una medaglia nel 1867 con Las dos amigas (Le due amiche), il dipinto più noto dell'artista; in entrambi i dipinti l'influenza di Fortuny è così evidente che si sospettava che fosse coinvolto nell'esecuzione.
Dopo tre anni, tornò a Orihuela, poi visse a Granada, si sposò e tornò in Italia, rimanendovi fino all'inizio del 1875, quando tornò in Spagna dopo aver saputo della morte dell'amico Fortuny. Questa volta, si stabilì definitivamente a Valencia. L'anno seguente, nel 1876, ricevette una medaglia all'Esposizione Centennale delle Arti, della Manifattura e dei Prodotti del Suolo e delle Miniere di Filadelfia. Successivamente divenne membro sia della Real Academia de Bellas Artes de San Carlos sia della Real Academia de Bellas Artes de San Fernando. Fu spesso membro della giuria per le mostre delle Accademie.
Morì a Valencia l'8 gennaio 1919, a 82 anni.

## Opere selezionate

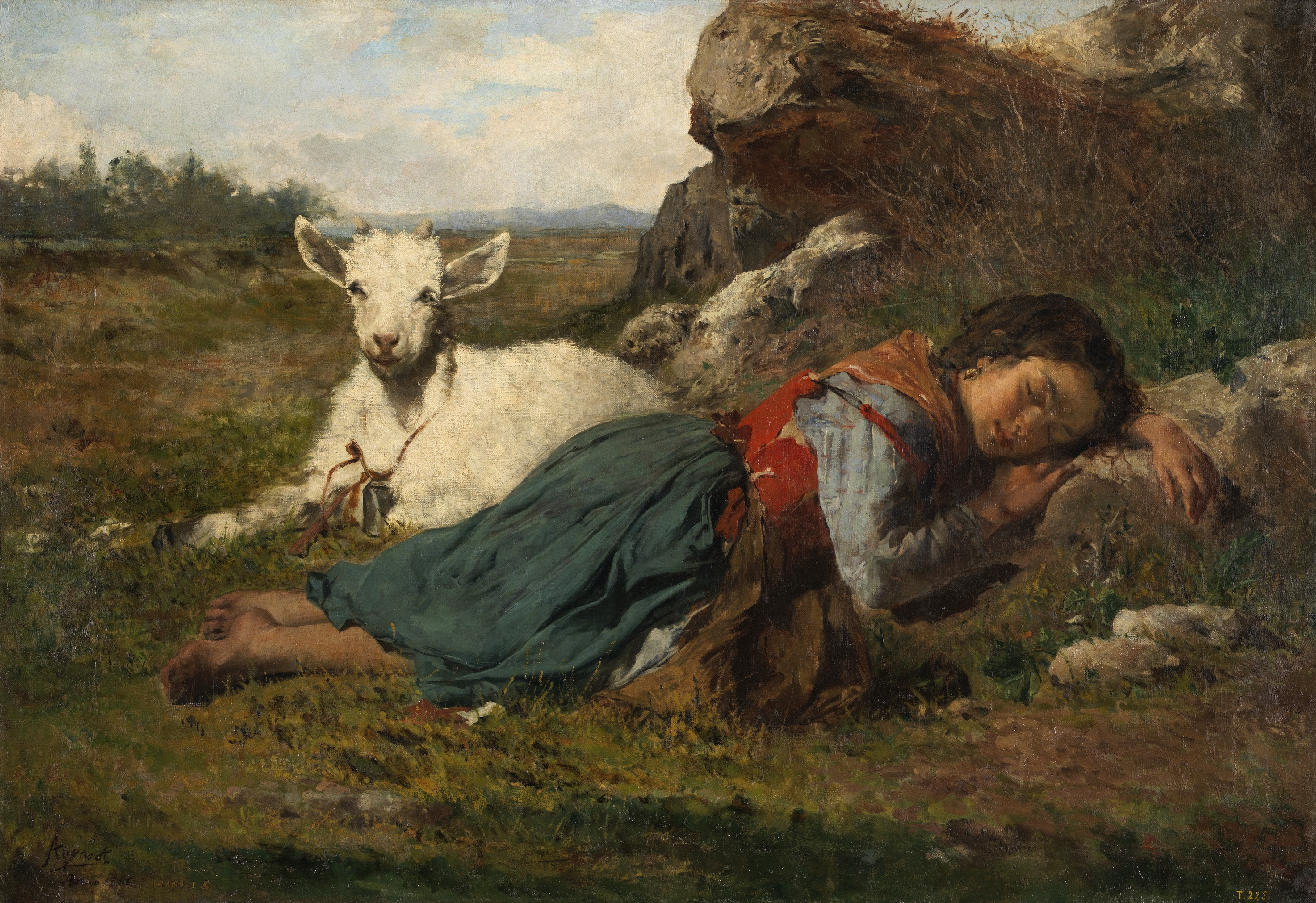
Le due amiche (1866)

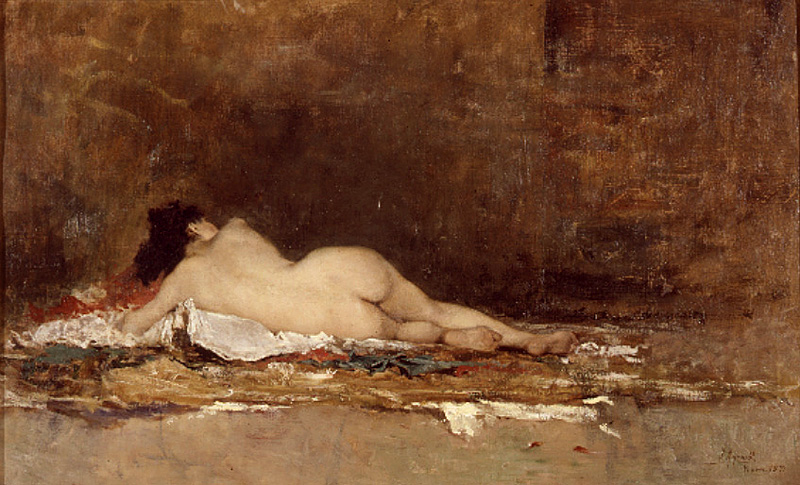
Nudo (1871)

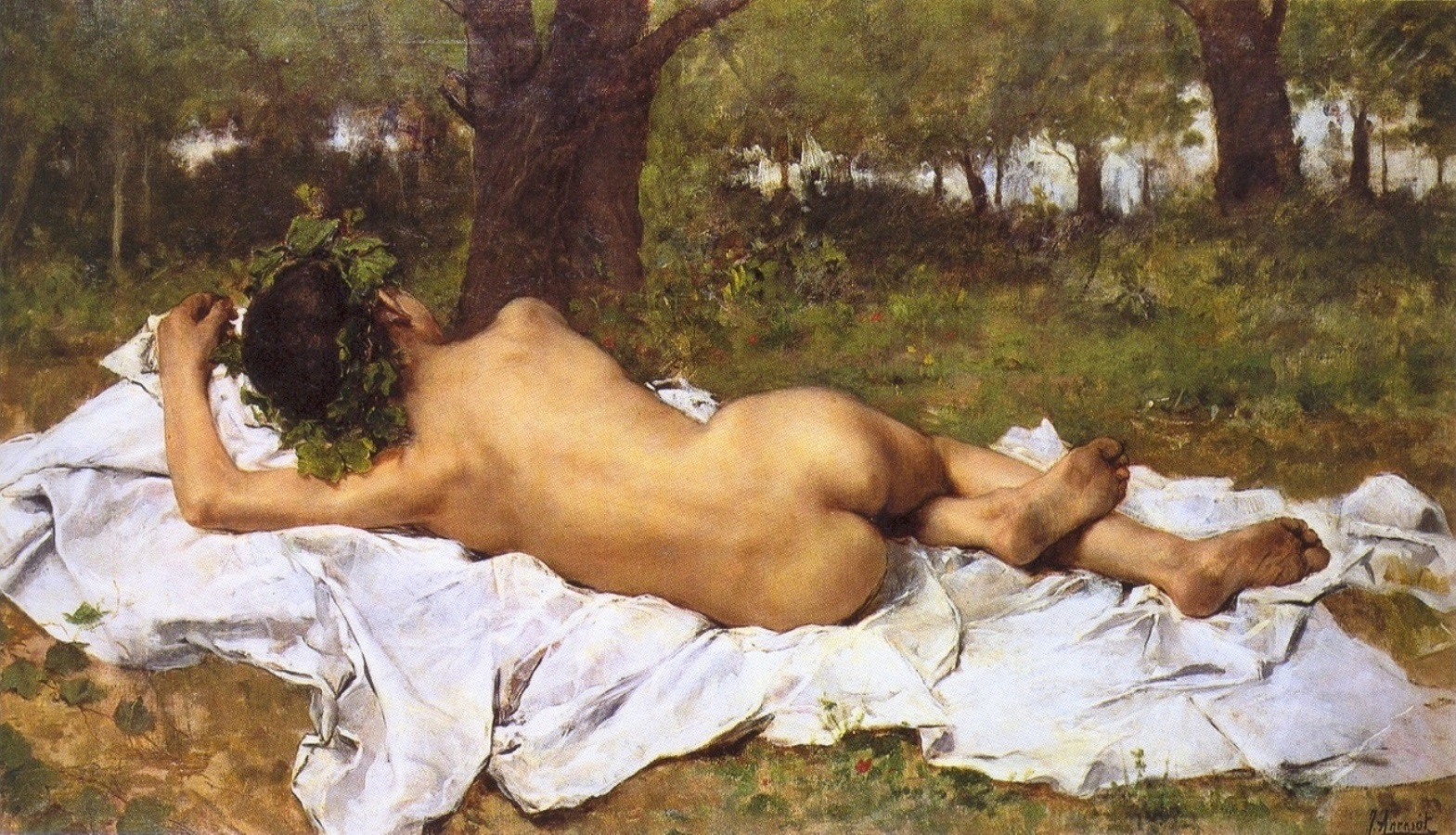
Giovane Bacco (1872)

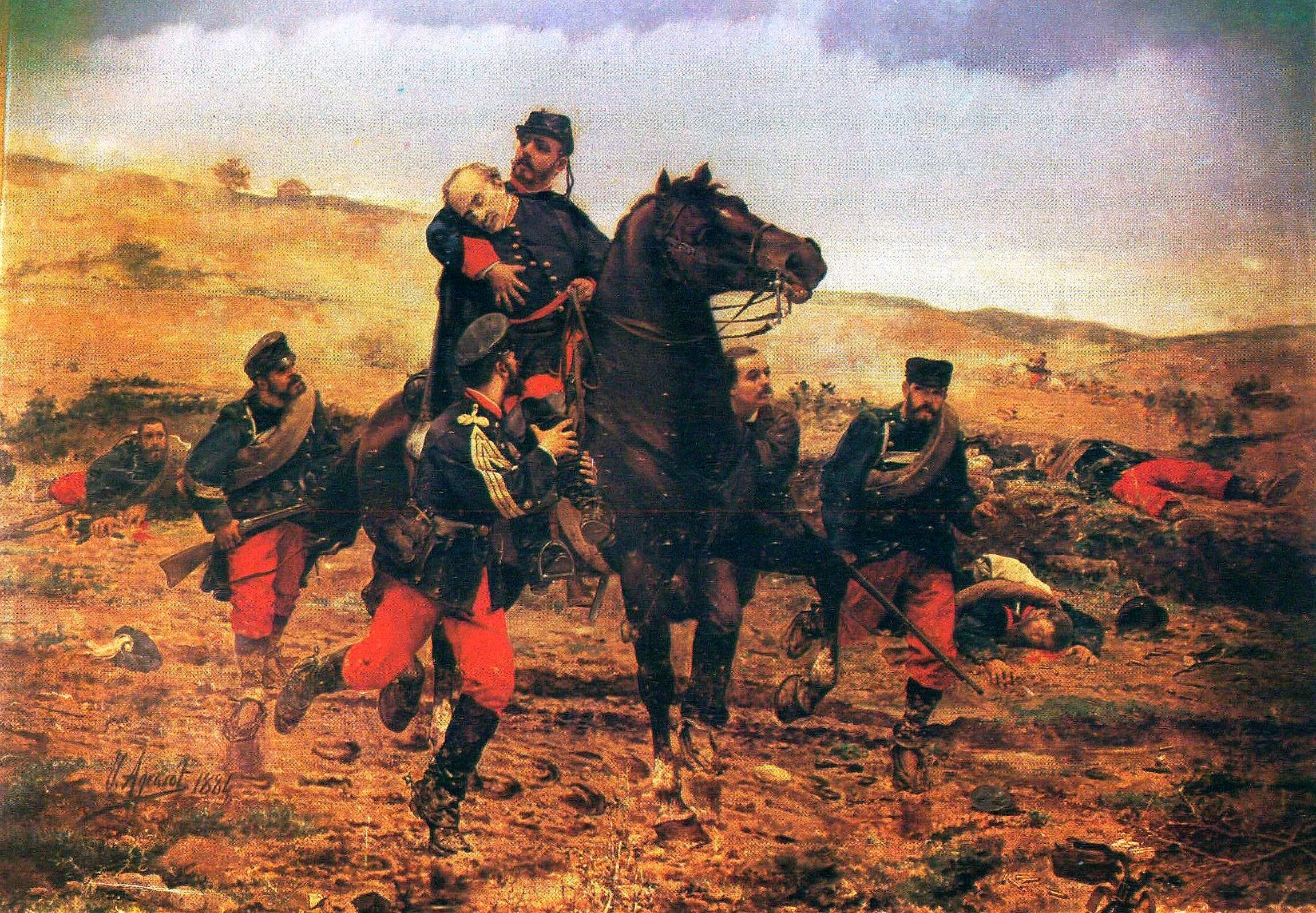
La morte di Manuel Gutiérrez de la Concha, marchese del Duero (1884)

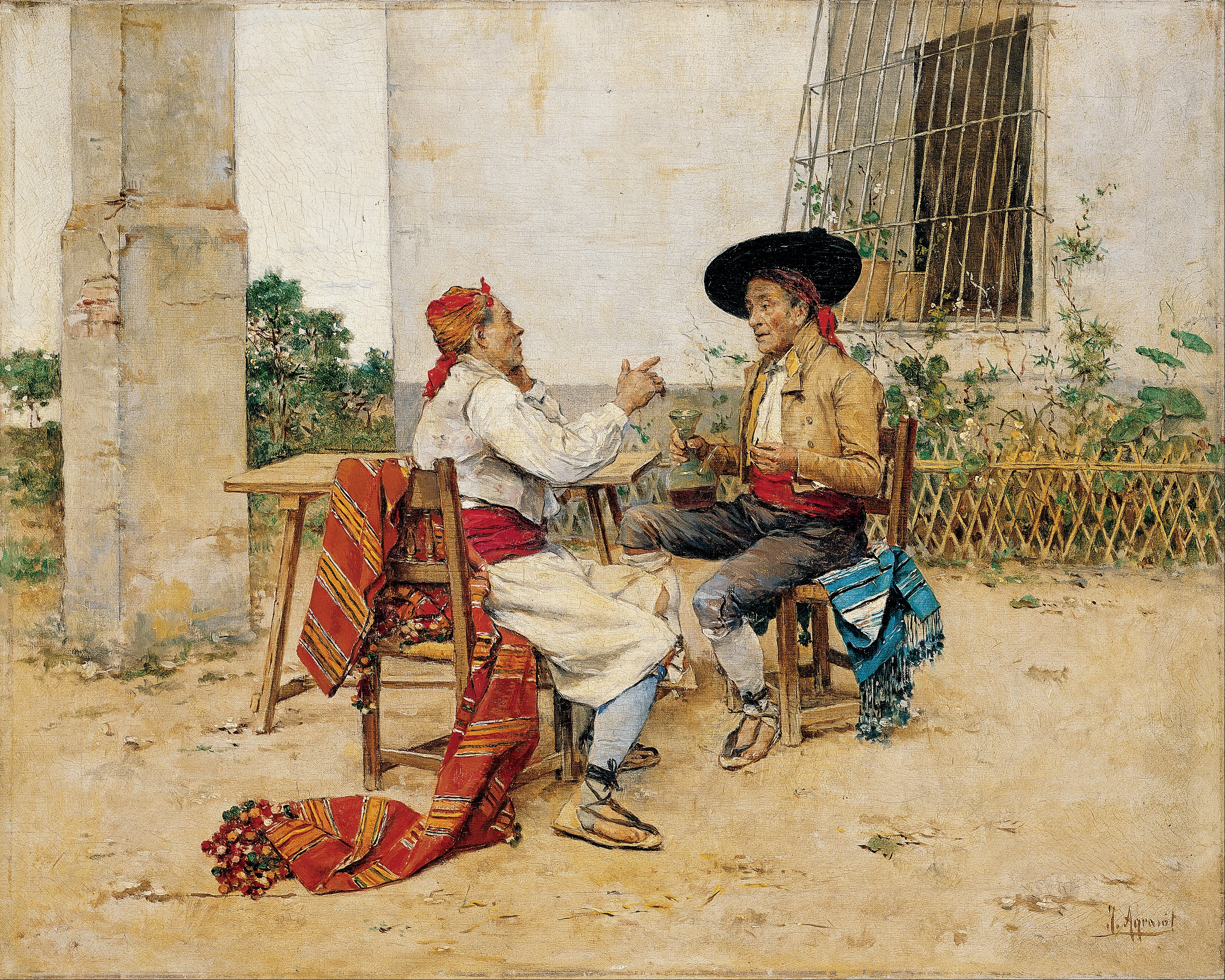
Due abitanti di un orto a Valencia

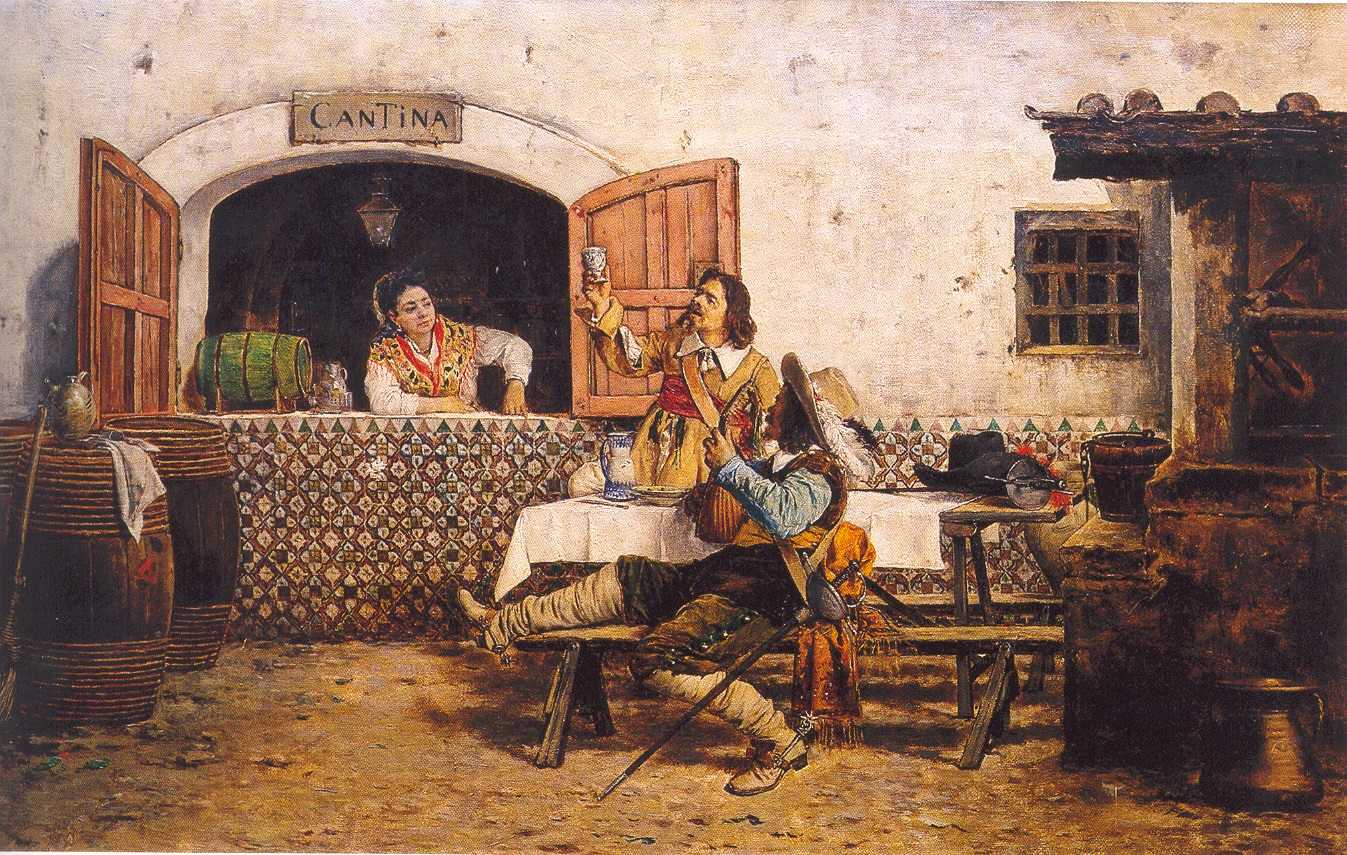
Moschettieri seduti fuori una cantina, (c. 1885-1890)